# Obersteimel
Obersteimel ist ein Ort von 106 Ortschaften der Gemeinde Reichshof im Oberbergischen Kreis im nordrhein-westfälischen Regierungsbezirk Köln in Deutschland.

## Lage und Beschreibung
Der Ort liegt nördlich der Wiehltalsperre, die nächstgelegenen Zentren sind Gummersbach (15 km nordwestlich), Köln (64 km westlich) und Siegen (39 km südöstlich).

## Geschichte

### Erstnennung
1581/1584 wurde der Ort das erste Mal urkundlich erwähnt: "Kerstgen Klein Johanns Son zu Oversteimel gehört zu den Pächtern der Eckenhagener Kirche." 
Die Schreibweise der Erstnennung war Oversteimell.
| Bevölkerungsentwicklung | Bevölkerungsentwicklung |
| Jahr                    | Einwohner               |
| ----------------------- | ----------------------- |
| 1991                    | 85                      |
| 2005                    | 67                      |
| 2006                    | 80                      |
| 2008                    | 79                      |
| 2017                    | 85                      |
| 2018                    | 85                      |
| 2019                    | 77                      |

## Freizeit

### Vereinswesen
- Dorfgemeinschaft Obersteimel